# Brooke Logan
Brooke Logan (precedentemente coniugata Forrester, Chambers, Jones, Marone e Spencer) è un personaggio della soap opera Beautiful, interpretato da Katherine Kelly Lang dal 1987. In due diversi periodi, nel 1987 e nel 1997, il personaggio è stato temporaneamente interpretato da Catherine Hickland (la Lang stava soffrendo di mononucleosi) e da Sandra Ferguson (la Lang era in maternità). Brooke è il personaggio che è apparso nel maggior numero di episodi della soap.

## Biografia del personaggio
Brooke Logan è figlia di Stephen Logan ed Elizabeth Henderson (deceduta). Ha un fratello maggiore, Storm (deceduto), e due sorelle minori, Donna e Katie. Il padre abbandona la famiglia poco dopo la nascita di Katie. Il suo grande amore è Ridge Forrester e la loro storia cattura l'attenzione dei telespettatori da oltre 35 anni. Storiche e grandi nemiche di Brooke sono state Stephanie Douglas Forrester, Caroline Spencer Forrester, Taylor Hamilton e Quinn Fuller.

### L'incontro con la famiglia Forrester
All'inizio della soap, Brooke che ha rischiato uno stupro da parte di due malviventi, è fidanzata con Dave Reed, il suo primo fidanzato, la sua prima storia d'amore. Dave è un poliziotto di quartiere. La ragazza non si sente ancora pronta a concedersi a lui fisicamente, ciononostante l'uomo le chiede di sposarlo e lei accetta. Il matrimonio però va a monte quando, durante una festa a Villa Forrester, Brooke incontra e si innamora a prima vista di Ridge. Intanto Brooke si laurea brillantamente in biochimica. 
Brooke diventa amica della fidanzata di Ridge, la bella e casta Caroline Spencer, unica figlia del ricco editore Bill Spencer I. In combutta con Thorne, Brooke riesce ad evitare il matrimonio di Ridge e Caroline: i due infatti intercettano una lettera di scuse che Ridge ha spedito a Caroline. In questo modo Ridge pensa che Caroline non lo ami più e decide di dimenticarla con Brooke, mentre Thorne riesce a sposare Caroline. 
Brooke rimane incinta di Ridge ma, in seguito ad un furioso litigio con Stephanie, perde il bambino. 
Quando poi la faccenda della lettera intercettata viene a galla, Ridge lascia Brooke e torna con Caroline, che nel frattempo ha divorziato da Thorne.

### Il primo matrimonio con Eric Forrester
Brooke concepisce Eric “Rick” Forrester Jr. con Eric. Quest’ultimo divorzia da Stephanie e sposa Brooke che lo tradisce con Ridge quando scopre il Belief grazie al quale diventerà l’azionista del 51% della Forrester Creations. Sheila Carter spaccia Bridget Forrester per la figlia di Ridge. Eric divorzia da Brooke e sposa la dark lady. Ridge non divorzia da Taylor e non sposa Brooke.

### Il primo matrimonio (non valido) con Ridge Forrester
Quando Taylor, la moglie di Ridge, viene dichiarata morta nello schianto dell'aereo che la stava portando in Egitto, Brooke ha di nuovo campo libero con l'uomo. Ridge, dal canto suo, non perde tempo a tornare con Brooke, che interrompe la sua relazione con James Warwick pur di stare con lui. I due convolano finalmente a nozze sulla spiaggia di Malibù. Rick e Bridget fanno da paggetti, Kristen e Thorne da damigella e testimone, e la sposa arriva a cavallo. Per la luna di miele si recano in Marocco e, proprio qui, alla corte del principe Omar Rashid, si trova anche Taylor col nome di Leila: la donna non aveva preso l'aereo che poi era precipitato perché durante lo scalo in Marocco era stata aggredita e aveva perso la memoria. Brooke e Ridge vengono accolti dal principe e da Leila (a capo coperto). Taylor però non si fa riconoscere da Ridge, il quale ritorna a Los Angeles, e decide quindi di sposare il principe. Quando però scopre che il padre è malato convince il marito a farla tornare a Los Angeles di nascosto per stargli vicino. In ospedale incontra Ridge, ricoverato perché ha perso la vista in un incidente. Taylor gli sta accanto fingendosi una infermiera ma quando Brooke la scopre decide di tornare in Marocco. Il matrimonio di Brooke e Ridge sembra così salvo ma all'ultimo momento Taylor, convinta da Stephanie che Ridge non potrà mai essere felice con Brooke, ci ripensa e si rivela a Ridge. Il matrimonio tra Brooke e Ridge viene invalidato dato che l'uomo non è vedovo.

### Il matrimonio (non valido) con Grant Chambers
Dopo un primo momento di euforia per aver ritrovato Taylor, Ridge decide di restare con Brooke e divorzia da Taylor.
Le cose però precipitano quando una lettera anonima informa che Bridget non è figlia di Ridge e un secondo test di paternità conferma la cosa attribuendo la paternità di Bridget ad Eric.
Brooke diventa molto insicura del suo rapporto con Ridge dato che lui è sempre molto vicino all'ex consorte Taylor; ad aumentare i suoi dubbi ci pensa Grant Chambers, stilista della Forrester Creations, che ha un debole per lei.
Brooke però chiarisce a Grant che lei ama soltanto Ridge e gli dà un unico bacio di addio, che però viene visto da Ridge e considerato un tradimento.
Ridge ribalta così il suo piano: invece di far sfilare Brooke con l'abito da sposa e chiederla in moglie davanti alla stampa fa sfilare Taylor e chiede lei in moglie. Per dispetto Brooke organizza un'altra sfilata durante la quale chiede a Grant di sposarla, e lui accetta. 
Prima delle nozze, che si svolgeranno su una nave, Brooke scrive un biglietto a Ridge chiedendogli di impedire le sue nozze se la vuole ancora. Ridge legge tardi il biglietto e arriva al molo quando ormai la nave è partita. Brooke e Grant si sposano.
Brooke però non è per nulla felice del suo matrimonio con Grant e vorrebbe immediatamente divorziare, ma non ce n'è bisogno perché Ridge porta le prove che le nozze non sono valide dato che il comandante della nave non aveva la licenza di matrimonio. Il matrimonio tra Brooke e Grant viene invalidato.

### Il secondo matrimonio con Ridge
Brooke e Ridge (che ha lasciato Taylor), tornano di nuovo insieme. Poco dopo Taylor scopre di essere incinta di Ridge, ma non lo rivela all'ex-marito, anzi, finge che il bambino che aspetta sia di Thorne. Durante una sfilata sul lago di Como, Ridge chiede a Brooke di sposarlo e lei accetta con gioia. Taylor decide di rivelare a Ridge di aspettare suo figlio, ma Brooke agisce per tempo e rivela a Ridge di essere incinta. Il giorno delle nozze tra Brooke e Ridge, Taylor decide di dire la verità a Ridge poco dopo ma Brooke anticipa le nozze e sposa Ridge mentre Taylor partorisce Thomas. In viaggio di nozze in Italia, Brooke perde il figlio che aspettava. Taylor rivela a Stephanie la verità su Thomas e così lo scopre anche Ridge che divorzia da Brooke per risposare Taylor.

### Il matrimonio con Thorne Forrester
Abbandonata da Ridge, Brooke trova conforto tra le braccia di Thorne, fratello minore di Ridge. I due decidono di mantenere Stephanie all'oscuro della loro relazione, però la donna li scopre a letto insieme e per lo shock ha un ictus. Dopo essersi ripresa Stephanie non ricorda più nulla, così Eric, Taylor e Ridge organizzano uno stratagemma per far lasciare Thorne e Brooke. 
Mentre sono in viaggio a Venezia, Ridge finge di litigare con Taylor e cerca di sedurre Brooke sotto lo sguardo di Thorne che fugge prima di poter vedere Brooke rifiutare Ridge. Thorne, sconvolto, incontra Macy per le strade di Venezia e insieme partono. Tornati a Los Angeles Brooke informa Thorne del tranello di Ridge ma è troppo tardi, Thorne ha sposato Macy ad Amsterdam.
Alla fine Thorne trova il coraggio di dire a Macy che vuole il divorzio ma ciò fa ricadere la donna nell'alcolismo. Ubriaca sale in macchina con Brooke per affrontarla, così le due donne hanno un incidente. Thorne riesce a salvare Brooke ma non Macy che rimane uccisa dallo scoppio di un'autobotte.
Dopo il funerale di Macy (il cui cadavere non è stato trovato), Thorne sposa Brooke, ma il matrimonio, che era stato già osteggiato da Bridget, che non accettava che la madre sposi il suo fratellastro, viene ostacolato anche da Kimberly, sorellastra di Macy, che vuole vendicare la sorella. Il colpo di grazia avviene quando Brooke confessa a Deacon Sharpe, marito della figlia, di amare ancora Ridge. Thorne ascolta involontariamente e lui e Brooke divorziano (cosa inutile dato che il matrimonio comunque non è valido perché Macy non è morta).

### Lo scandalo con Deacon Sharpe e il matrimonio con Whip Jones
Dopo il divorzio da Thorne, Brooke si rituffa su Ridge il quale però rimane al fianco della moglie Taylor e per una serie di circostanze, la Logan inizia una relazione segreta con Deacon Sharpe, marito di sua figlia Bridget, e resta incinta. Brooke tenta di nascondere la verità sulla paternità del figlio che aspetta, ma Stephanie le chiede spiegazioni durante una conferenza stampa. A salvarla ci pensa Whip Jones, che si dichiara padre del figlio di Brooke e la chiede in moglie. Brooke accetta pur di nascondere lo scandalo con Deacon. Stephanie verrà a conoscenza della loro tresca quando li vedrà baciarsi in ufficio e avrà un furioso scontro con i due costringendo l'odiata rivale a sposare il Jones per il bene di Bridget.
Whip e Brooke si sposano, nonostante Deacon faccia di tutto per impedire le nozze.
Quando però Bridget scopre la verità, ascoltando una conversazione tra Brooke e Deacon attraverso il babymonitor, ripudierà la madre che divorzia da Whip. Brooke partorisce la piccola Hope a Big Bear aiutata da Bridget e Stephanie.

### Il terzo e il quarto matrimonio (non validi) con Ridge
Dopo essersi riappacificata con Bridget, Brooke ha ormai deciso di restare sola e dedicarsi solo ai suoi figli. A complicare le cose arriva Sheila Carter che, dopo aver fatto ritorno a Los Angeles, tenta nuovamente di uccidere Stephanie ma durante una colluttazione Sheila spara a Brooke e Taylor.
In seguito alle ferite riportate Taylor muore e Ridge rimane vedovo.
Ridge si riavvicina a Brooke e i due decidono di sposarsi, ma la recente scoperta che Ridge non è figlio di Eric ma di Massimo ha fatto nascere una tenera intesa tra Bridget e Ridge. Il giorno delle nozze, mentre fa da damigella alla madre, Bridget scoppia a piangere così Brooke interrompe la cerimonia lasciando Ridge sull'altare.
Ridge e Bridget però riescono a convincere Brooke che tra loro non c'è nulla, così Brooke e Ridge decidono di sposarsi a Puerto Vista, nel bel mezzo della foresta. Ma l'imprevisto è dietro l'angolo: Sheila Carter, evasa dal carcere in cui era rinchiusa, raggiunge Brooke e Ridge e rapisce Ridge. Brooke è sconvolta e chiede aiuto a Nick che accorre in Brasile; i due si mettono a cercare Ridge ma vengono anche loro rapiti da Sheila. Durante un tentativo di fuga Ridge precipita in una fornace e viene creduto morto. Quella sera Brooke, sconvolta, finisce tra le braccia di Nick. Qualche giorno più tardi, però, Ridge viene trovato vivo e i due iniziano la loro vita da novelli sposi. 
Poco dopo Brooke scopre di essere incinta e, ancora una volta, non è certa della paternità del figlio che aspetta. Viene fatto un test di paternità e Brooke risulta essere incinta di un figlio di Nick. In realtà il test è stato manipolato da Sally.
Brooke decide allora di divorziare da Ridge per sposare Nick. Il giorno delle nozze tra Brooke e Nick, Ridge interrompe la cerimonia accompagnato dall'FBI che arresta Nick e Massimo per evasione fiscale.
Intanto Jackie, madre di Nick scopre che il bambino che aspetta Brooke è figlio di Ridge e lo rivela al figlio.
Così Nick si precipita da Brooke, proprio mentre lei sta partorendo con l'aiuto di Ridge. Il bambino nasce e Nick rivela ai due la verità sulla paternità. Brooke e Ridge chiamano il loro primo figlio R.J. (Ridge Junior). Così Brooke e Ridge si sposano per la quarta volta.
Le cose però si complicano quando si scopre che Taylor non è morta e che quindi le nozze tra Ridge e Brooke non sono valide.
Ridge, in virtù dei forti sentimenti che prova per Brooke e per Taylor, temporeggia per decidere con chi stare. Stephanie però finge un infarto, corrompendo un medico, e implora Ridge di rinnovare i suoi voti nuziali con Taylor proprio lì in ospedale al suo capezzale. Ridge accetta e così Brooke si ritrova di nuovo sola.

### Gli aspri scontri con Stephanie e il secondo matrimonio con Eric
Il matrimonio fra Ridge e Taylor non dura molto. Dopo circa un mese, Jackie Marone ottiene la confessione del giovane medico corrotto da Stephanie e lo registra. Così al matrimonio di Nick e Bridget, che si tiene in quei giorni, Brooke e Jackie si appartano con Stephanie rivelandole di avere le prove che la incriminano. La matriarca schiaffeggia sia il medico reo-confesso che Brooke, e con quest’ultima arriva ad un vero e proprio scontro fisico, ma poi per evitare di essere sbugiardata dalle due donne, decide di confessare spontaneamente la sua turpe menzogna alla famiglia, che ne rimane sconvolta e le volta le spalle. Alcuni giorni dopo la rivelazione del suo inganno, Stephanie si presenta a casa di Brooke con un pacco regalo, il cui contenuto è in realtà costituito da una pistola e un proiettile, con un velato (ma probabilmente ironico) invito a Brooke di togliersi di mezzo per il bene della famiglia. Ridge, nonostante la forte rabbia per essere stato manipolato, rimane comunque con Taylor, ma il loro rapporto inizia ad entrare sempre più in crisi, principalmente a causa dei sentimenti mai sopiti di Ridge per Brooke. La Logan intanto finisce per avvicinarsi sempre di più al fratellastro di Ridge, ossia Nick, il quale a sua volta ha il cuore diviso tra Brooke e Bridget. Poco dopo aver lasciato Nick, Bridget scopre di essere incinta e torna quindi da lui. Ma temendo che Nick la scelga solo perché incinta, Bridget finge di aver abortito, e così Nick torna da Brooke. Fraintendendo le cose, Bridget crede però che Nick abbia scelto lei e gli rivela il tranello, per cui Nick torna di nuovo da lei e Brooke, per dimostrare alla figlia che non è più un pericolo per il suo matrimonio, sposa Eric a Las Vegas (il quale aveva divorziato da Stephanie non riuscendo a perdonarla per il simulato infarto). Nel frattempo, i neo-sposi Eric e Brooke vengono licenziati in tronco dalla Forrester Creations per decisione unilaterale di Stephanie la quale, aprendo la sua cassaforte con l’intento di prendere i suoi averi e partire per la Florida per farsi una nuova vita, scopre l’esistenza un vecchio documento legale (per decenni nascostole da Eric) in base al quale risulta essere lei l’unica proprietaria della casa di moda. Nick e Bridget intanto si sposano ma Nick pensa solo a Brooke e Brooke pensa solo a Nick. Di conseguenza Bridget divorzia da Nick ed anche Eric e Brooke mettono fine al loro brevissimo matrimonio-farsa. Il pessimo rapporto di Brooke ed Eric con Stephanie inizia pian piano a migliorare a seguito della venuta in città di Felicia, gravemente malata di cancro e desiderosa di vedere la famiglia unita e in pace. Alcune settimane dopo, Eric e Stephanie fanno pace e si risposano per la terza volta, così da esaudire l’ultimo desiderio della loro figlia (la quale poi fortunatamente si salva). In quello stesso periodo, anche il matrimonio di Ridge e Taylor giunge al capolinea, quando a capodanno 2006 Taylor, che si trovava sola per un impegno lavorativo di Ridge, si lascia andare, per la seconda volta, ad un bacio con il pompiere Hector Ramirez, da tempo innamorato di lei, e i due vengono visti proprio da Brooke. Taylor decide non solo di confessare la cosa a Ridge ma per di più, nonostante Stephanie l’avesse pregata di tacere, gli confessa pure di averlo tradito, moltissimi anni prima, con il collega e amico James Warwick. Dopo il divorzio con Taylor, Ridge è deciso a sposare Brooke e lei accetta, ma Nick interrompe la cerimonia e si dichiara pubblicamente a Brooke, avvertendola anche di non fidarsi di Ridge. Brooke, fortemente indecisa su quale uomo scegliere, rinvia le nozze. 

### Il matrimonio con Nick Marone e il matrimonio mancato con Ridge
Dopo una breve indecisione e le continue pressioni di Stephanie, Brooke sceglie Nick e i due iniziano una relazione, ma ad osteggiarli ci sono Massimo, che non vuole che i suoi due figli si contendano la stessa donna e, inaspettatamente, anche Stephanie. A seguito di un infarto di Ridge, infatti, Stephanie si rende conto che il malore è stato causato dal dolore per la perdita di Brooke; pur di non vedere il figlio soffrire, si dice disposta ad accogliere Brooke in famiglia. Stephanie porge le sue scuse a Brooke e inizia a cambiare radicalmente il suo atteggiamento verso la Logan, dicendole anche di aver finalmente capito quanto lei e Ridge si amino. Brooke fatica a crederle e così Stephanie, per mostrare a Brooke che è sincera, decide di cederle addirittura il 50% delle quote della Forrester Creations indicendo anche, il giorno delle dimissioni di Ridge dall’ospedale, una conferenza stampa per rendere pubblica sia la guarigione del figlio che la cessione a Brooke di metà delle quote aziendali. Brooke, dopo un’iniziale confusione e perplessità, accetta di tornare a lavorare alla Forrester, azienda alla quale si sente molto legata, ma al contempo accetta di sposare Nick e resiste alle avances di Ridge. Stephanie chiede allora a Massimo di posizionare il cartellone pubblicitario della "Brooke's bedroom" (che ritrae Brooke mezza nuda) davanti alla cappella dove Brooke e Nick stanno per sposarsi. Quando Nick, contrario alla campagna pubblicitaria, vede il cartellone si infuria e manda a monte le nozze. Ma è solo un momento; lo stesso giorno ci ripensa e i due convolano a nozze.  
Ma i sentimenti di Brooke per Ridge e di Nick per Bridget emergono in poco tempo e, a seguito di un bacio in ufficio tra Brooke e Ridge, accade che Nick, distrutto, arriva a tradire Brooke con la figlia ed ex-moglie Bridget (la quale continua ad amare profondamente l’uomo che adesso sta con sua madre). Nick, inizialmente rimasto silente, dopo un paio di settimane confessa tutto a Brooke la quale, sconvolta e ferita, ancora una volta non sa che decisione prendere. Ridge, supportato da Stephanie, invita Brooke a farla finita con Nick e a tornare da lui, mentre Nick, anch’egli supportato dalla rispettiva madre (Jackie), cerca di convincere Brooke a salvare il loro rapporto. La situazione, infine, degenera quando, a seguito di un’accesa lite tra Stephanie e Jackie, la prima, nell’atto di allontanare la rivale, finisce inavvertitamente per farla precipitare dalla balaustra di casa, così Jackie batte la testa e si ferisce gravemente. Stephanie corre a portare Jackie in ospedale e al suo risveglio si scusa per l’accaduto, ma Nick e Jackie la ritengono colpevole di tentato omicidio e, per vendicarsi, la ricattano minacciandola di mandarla in prigione se lei non venderà la Forrester Creations a loro. Brooke, dopo aver inutilmente cercato di sedare l’astio di Nick, sceglie di prendere le difese dei Forrester, e così il matrimonio tra Brooke e Nick naufraga miseramente. A seguito di questo matrimonio fallito con Nick, Brooke torna felicemente da Ridge con un pieno appoggio, per la prima volta dopo tanti anni, anche da parte di Stephanie. Ma la pace familiare dura purtroppo solo pochi mesi, poiché quando Ridge e Brooke sono in procinto di sposarsi nuovamente, si trovano ad affrontare la relazione tra Rick, figlio venticinquenne di Brooke ed Eric, e la neo-maggiorenne Phoebe, figlia di Ridge e Taylor: a ciò si oppongono fermamente Ridge e Stephanie (con la quale Brooke torna dunque in aperto contrasto), mentre Brooke sembra appoggiarli. Ridge, quando a Sidney sorprende i due ragazzi in camera insieme, aggredisce Rick, così Brooke lo lascia e annulla le imminenti nozze. 

### La maternità di Jack Marone e lo stupro
Lasciato Ridge, Brooke torna a corteggiare Nick, ma l’uomo intanto ha avviato una frequentazione con Taylor. Brooke, che all’epoca di questi fatti ha circa 45 anni, fa analizzare dei suoi ovuli per verificare se è ancora fertile o no, dato che vorrebbe dare lei un figlio a Nick, che non ne ha mai avuti. Il Marone nel frattempo però sposa Taylor, e Brooke deve farsene una ragione. Nick e Taylor, dopo aver realizzato di essere sterili, decidono di avere un bambino con fecondazione artificiale: il piccolo, che viene chiamato Jack, nasce con complicanze e ha bisogno di una donazione di midollo, per cui si rende necessario rintracciare la madre biologica. Con grande sconcerto di tutti, si scopre che questa donna è proprio Brooke, e che i suoi ovuli sono stati impiegati per un errore medico di Bridget. Questa notizia sconvolge Taylor e la fa cadere in una profonda depressione, poiché la donna così si sente perseguitata da Brooke e teme che possa portarle via sia Jack che Nick come in passato le ha portato via Ridge, ma Brooke vuole in realtà solo assicurarsi che il bambino abbia una famiglia serena con cui crescere. Nel frattempo Ridge, spinto da Stephanie, ingaggia una battaglia legale per togliere i piccoli Hope e R.J. a Brooke. Pur di tenere Brooke lontana da Ridge (che nel frattempo intrattiene una relazione con Ashley Abbott) Stephanie assume un uomo, l'avvocato Andy Johnson, per sedurre Brooke e allontanarla da Ridge. Brooke però non ha nessuna intenzione di cedere alla corte di Andy; così Stephanie dà all'uomo il codice dell'allarme di casa di Brooke, convinta che lui voglia solo farle una sorpresa.
In realtà l'uomo ha cattive intenzioni e, dopo l'ennesimo rifiuto di Brooke, entra in casa sua e la stupra.
Sconvolta per la cosa Brooke, la notte seguente, lascia soli i figli più piccoli, Hope e R.J, e Stephanie, non sapendo dello stupro, non perde tempo per sottolineare il fatto che Brooke trascura i figli per il nuovo amante.
Alla fine Brooke si confida con Bridget e poi con Ridge. Ridge affronta Andy perché si costituisca ma lui lo aggredisce. Durante la colluttazione Andy muore fulminato.
Ben presto Brooke scopre che Andy è stato mandato da Stephanie e con rabbia infierisce contro la matriarca Forrester, che appare veramente e profondamente dispiaciuta per ciò che ha causato a Brooke e decide di abbandonare Los Angeles, lasciando una lettera di scuse a Brooke. Dopo un mese di assenza da Los Angeles, Stephanie ritorna e decide di andare a trovare personalmente Brooke a casa, per chiederle di nuovo umilmente perdono.

### Il quinto (non valido) e il sesto matrimonio con Ridge
Dopo lo stupro il rapporto tra Ridge e Brooke si rinsalda, e nel giro di qualche mese i due finiscono anche per tornare insieme, sebbene la relazione tra Rick (figlio di Brooke ed Eric) e Phoebe (figlia di Ridge e Taylor) sia una dura prova da superare. Alla fine dopo poco tempo i due ragazzi pongono consensualmente fine alla loro relazione. Brooke e Ridge decidono di convolare nuovamente a nozze sulla spiaggia di Malibù. La sera prima delle nozze però Rick e Phoebe hanno un terribile incidente d'auto (Phoebe ha scoperto che Rick aveva recentemente intrattenuto una relazione con sua madre Taylor e che alla fine di questa storia, aveva perfino baciato la sua gemella Steffy) in seguito al quale Phoebe muore. Dopo un po’ di tempo Ridge supera il grave lutto e così Brooke e Ridge si sposano sulla spiaggia come nei loro sogni con nessun altro presente, davanti ad un enorme cuore disegnato nella sabbia.
Questa volta tutto sembra andare per il meglio ma, poco tempo dopo, Pamela rivela alla sorella Stephanie che i documenti del matrimonio di Ridge e Brooke sono stati rigettati dal municipio a causa di un errore di compilazione commesso proprio dalla stessa Pam. Il matrimonio tra Brooke e Ridge dunque non risulta valido. Stephanie informa Taylor, che a sua volta informa Ridge.
Ridge sta passando un periodo di crisi con Brooke perché non riesce a perdonare Rick per la morte di Phoebe e decide così di non sistemare la faccenda delle carte e restare per un periodo solo: sotto l'effetto degli psicofarmaci, lui farà l'amore con Taylor. 
Brooke è sconvolta e decide di lasciare Ridge, ma poco dopo  ci ripensa e decide di riprenderselo via SMS. Ma i messaggi di Brooke vengono intercettati da Steffy, che spera nel ritorno di fiamma tra i suoi genitori.
Non sapendo del ripensamento di Brooke, Ridge decide di sposare Taylor nella casa sulla spiaggia. Proprio quando il reverendo sta per dichiarare Ridge e Taylor marito e moglie, Brooke interrompe la cerimonia arrivando a cavallo. Vedendo il dubbio negli occhi di Ridge, Taylor interrompe le nozze.
Nonostante non abbia sposato Taylor, Ridge non vuole nemmeno tornare con Brooke la quale verrà baciata da Whip tornato in città , ma la cosa finirà lì. Così lei decide di andare a vivere in Francia per accudire la madre, Beth, gravemente malata di Alzheimer. Ridge, distrutto dall'idea di non vedere più Brooke, capisce di amarla ancora. Lascia definitivamente Taylor e fa ridisegnare l'enorme cuore sulla sabbia di Malibù, in modo tale che Brooke dall'aereo riesca a vederlo. Brooke torna alla spiaggia e l'amore fra i due trionfa per l'ennesima volta. Quel giorno stesso i due si sposano firmando solo le carte senza alcuna cerimonia.

### Lo scandalo con Oliver Jones
Tra Brooke e Ridge sembra ormai regnare la pace, ma l'imprevisto è dietro l'angolo. Viene organizzata la festa di diploma di Hope Logan; la festa prevedeva che tutti avessero la maschera e Hope convince la madre a vestirsi come lei, come anche Oliver, fidanzato di Hope, decide di vestirsi come Ridge. Durante la serata, Marcus dà a sua zia Brooke la collana di sua cugina Hope, che la giovane ha perso poco prima. Non avendo le tasche Brooke indossa la collana, così quando Oliver la vede la scambia per Hope. Oliver inizia ad abbracciare quella che crede Hope e Brooke quello che crede Ridge. Poi Brooke sussurra all'orecchio di Oliver/Ridge la frase "sono pronta!" (frase che Hope aveva detto ad Oliver che avrebbe detto quando sarebbe stata pronta per fare l'amore con lui). Così i due hanno un rapporto sessuale sul terrazzo, al muro, senza mai togliersi la maschera, mentre la musica suona "Pose". Oliver scopre ben presto l'equivoco e pochi giorni dopo se ne rende conto anche Brooke, che ne parla con Oliver. I due decidono di mantenere il segreto, ma Steffy scopre la cosa e ricatta Brooke: se non vuole che la cosa si sappia dovrà mandare Hope a studiare a Boston e rassegnare le dimissioni dalla Forrester Creations. Inizialmente Brooke accetta, ma poi decide di confessare tutto a Ridge che la perdona. Ridge chiede a Steffy di non dire a nessuno dello scandalo e di fare un video tributo per Brooke. Steffy accetta, ma il video viene manipolato da Justin Barber e Liam Spencer che hanno registrato il discorso tra Steffy e Ridge e durante la conferenza scoppia lo scandalo. Hope scopre tutto, decide di non avere più nulla a che fare con Brooke e si rifugia dalla sorellastra Bridget.
Naturalmente Stephanie, che non perde occasione per sminuire Brooke, convince Hope che ha una madre immorale e scandalosa, che sapeva benissimo di aver fatto sesso con Oliver e non con Ridge; la convince inoltre a trasferirsi nella dépendance di Villa Forrester, vietando a Brooke di farle visita. Passano le settimane e Hope riesce a perdonare la madre e a tornare a vivere con lei, grazie all'aiuto di Ridge.

### L'avvicinamento a Stephanie
Durante l'ennesimo litigio riguardo allo scandalo con Oliver, Stephanie si sente male e Brooke la porta d'urgenza all'ospedale. Qui si scopre che Stephanie ha un cancro al polmone al quarto stadio e che le restano soltanto pochi mesi di vita. Questa cosa sconvolge Stephanie che si confida con Brooke e la implora di non dire nulla alla sua famiglia. Brooke accetta e le due si riappacificano e si avvicinano come non mai, condividendo insieme anche una toccante esperienza a Skid Row, quartiere di Los Angeles abitato dai barboni. Alla fine i Forrester scoprono della malattia di Stephanie e la convincono a sottoporsi ad un intervento. Ma la riappacificazione dura poco, fino a quando Brooke, suo malgrado, si ritrova coinvolta in uno scandalo con Thomas, che la bacia alla fine di una sfilata. Stephanie si infuria con Brooke considerandola una poco di buono ed approfitta della situazione per cercare di far tornare Ridge e Taylor insieme. I rapporti tra Brooke e Stephanie tornano ad essere conflittuali. Ridge, invece, si rende conto che quella di Thomas è solo una sgradevole trovata pubblicitaria, e rassicura la moglie sul suo amore per lei.

### Il coinvolgimento con Thomas Forrester
Brooke e Thomas creano la linea uomo Taboo, con l'approvazione di Ridge, che ben presto scopre che il figlio ha un'attrazione per sua moglie e che, durante un viaggio di lavoro, mentre Brooke dormiva, l'ha nuovamente baciata. Ridge perdona Brooke, ma decide di cancellare la linea Taboo. Thomas però si oppone e, durante una conferenza stampa, annuncia che Taboo sarà anche una linea donna. Ridge e Taylor sono sorpresi dal comportamento del figlio e quest'ultima se la prende solo con Brooke e le ordina di stare lontana da suo figlio. Brooke e Thomas, mentre sono in volo per presentare la linea Taboo anche fuori da Los Angeles, vengono coinvolti in un incidente aereo e vengono dati per dispersi. Sull'isola i due mangiano delle bacche ma non sanno che hanno effetti allucinogeni. Sotto l'effetto delle bacche, Brooke e Thomas temono di aver fatto sesso. Brooke vorrebbe confessare a Ridge i suoi dubbi, ma Thomas glielo impedisce perché nessuno dei due riesce a ricordare com'è andata. Alla fine, però, Brooke confessa tutto al marito, specificando che lei è convinta che non sia successo nulla di peccaminoso, ma sarà Thomas a confessare a Ridge di aver fatto sesso con Brooke sull'isola. Thomas in realtà ha fatto un patto con la nonna Stephanie, la quale gli ha promesso il suo 25% della Forrester Creations se avesse raccontato a Ridge di aver fatto sesso con Brooke sull'isola, anche se in realtà non è mai accaduto. Lo scopo di Stephanie è sempre lo stesso: far tornare Ridge con Taylor. Quest'ultima, dopo aver mangiato involontariamente delle bacche, ricorda i momenti a St. Thomas vissuti con Ridge; chiude il suo matrimonio con Whip e accusa addirittura Brooke di aver stuprato Thomas. Ridge divorzia da Brooke, incapace di perdonarla per quello che ha fatto. Brooke però è convinta che tra lei e Thomas non sia successo nulla, quindi la donna entra in terapia per ricordare ciò che è avvenuto sull'isola e, grazie all'aiuto di James Warwick, capisce che Thomas sta mentendo. Ridge, deluso dalla situazione, si riavvicina a Taylor e le chiede di sposarlo. Il giorno del matrimonio, però Stephanie non riesce a mantenere il segreto e confessa ai due la verità su ciò che è accaduto sull'isola, ovvero che Brooke e Thomas non hanno fatto l'amore. Ridge sconvolto lascia nuovamente Taylor, che ha un duro scontro con Stephanie, e torna da Brooke.

### Il settimo matrimonio (non valido) con Ridge
Brooke e Ridge tornano insieme dopo che quest'ultimo ha scoperto che tra Brooke e Thomas non è successo nulla. Brooke è felice di riavere accanto l'amore della sua vita, ma è delusa da Thomas e Stephanie. Dopo un po' perdona entrambi e con il passare del tempo si avvicina sempre di più a Stephanie, ma decide di non lavorare più con Thomas e così la Taboo viene cancellata. La relazione tra Brooke e Ridge procede bene, ma i problemi arrivano quando Hope e Steffy si schierano una contro l'altra per amore di Liam. La rivalità tra le rispettive figlie causa discussioni tra Brooke, che sostiene Hope, e Ridge, che sostiene Steffy. Per evitare di rovinare nuovamente il loro amore, decidono di non farsi influenzare dai problemi che scorrono tra Hope, Liam e Steffy anche se sia per Brooke che per Ridge risulta difficile non impicciarsi nelle vite sentimentali delle figlie. Quando i due partono per l'Italia, precisamente in Puglia, per il matrimonio di Hope e Liam, Ridge chiede a Brooke di sposarlo e lei accetta. Dopo pochi mesi, i due convolano a nozze a casa di Eric e Stephanie. Quest'ultima infatti accetta finalmente la loro relazione. Dopo le nozze, i due novelli sposini partono per la luna di miele, ma sarà solo l'alba dei loro problemi perché a Los Angeles torna solo Brooke. Infatti quest'ultima, tornata dalla luna di miele, rivela alla sua famiglia il motivo per cui è tornata da sola: Ridge ha trovato dei suoi sms con Deacon e quando ha chiesto spiegazioni a Brooke, lei ha negato l'esistenza di quei messaggi. Così facendo gli ha mentito per l'ennesima volta e Ridge quindi l'ha lasciata. Inoltre il loro matrimonio risulta invalido perché non avevano ancora completato tutti i documenti legali. E così la Logan inizia ad affrontare la sua esistenza senza l'uomo che ama, anche se Brooke si ostina a credere che Ridge supererà l'accaduto e tornerà da lei come sempre.

### La relazione con Bill Spencer Jr.
Brooke e Bill si avvicinano nel momento in cui Katie, dopo aver partorito il piccolo Will, cade in depressione post-partum, fugge via e vorrebbe che Brooke si prendesse cura di Bill e Will. Il piano di Katie funziona: dopo un giro in mongolfiera organizzato segretamente da quest'ultima, Brooke e Bill iniziano a provare dei sentimenti profondi. Dopo la morte di Stephanie, Brooke è distrutta, Bill cerca di consolarla e alla fine si baciano. Quando i due tornano a casa trovano Katie, che dice di essere guarita grazie all'aiuto psichiatrico di Taylor. Quest'ultima scopre che i due cognati si sono baciati e lo confessa a Katie, che li perdona perché sa che è colpa sua se si sono avvicinati. Brooke e Bill rassicurano Katie della loro lealtà e seppelliscono i loro sentimenti. Su consiglio di Bill, Brooke rilancia la sua linea Brooke's Bedroom per evitare che Thomas diventi il presidente della Forrester Creations al posto di Rick. Il rilancio della linea è un successo, così Brooke e Bill festeggiano, ma Katie li sorprende sul letto e li affronta. La donna costringe marito e sorella a chiudere ogni tipo di contatto. Una notte Bill, che ha bevuto dopo aver litigato con Katie, manda con la propria macchina fuori dalla strada la macchina di Brooke. Per evitare che la polizia risalga all'elevato alcool nel sangue di Bill, Brooke lo invita a dormire a casa sua. Katie pensa che i due abbiano fatto l'amore e dice a Bill che il loro matrimonio è finito. Brooke e Bill quindi fanno davvero l'amore, ma poco dopo scoprono che Katie ha avuto un nuovo infarto. Brooke e Bill si sentono in colpa, Katie si riprende e i due decidono di mantenere segreto l'accaduto. Brooke però scopre di essere incinta e chiede ad Eric di fingere di essere il padre, ma lui rifiuta poiché ha una relazione con Taylor. Brooke decide così di confessare la verità a Bill e Katie ma, mentre sta per comunicarglielo, è colta da un attacco di panico. In ospedale, la donna è colpita da un aborto spontaneo. Poco tempo dopo, Katie organizza una festa di compleanno per Brooke, che proprio quella mattina trova il coraggio di rivelare a Bill della gravidanza e dell'aborto spontaneo. La sera, nel bel mezzo della festa, Taylor, dopo aver frugato nella cartella ospedaliera di Brooke, rivela a Katie e a tutti i presenti che Brooke ha avuto un momento di passione con Bill e che aspettava un figlio da lui. Katie, scioccata, affronta marito e sorella. Brooke supplica il perdono di Katie, che però freddamente la invita ad andare via e a non farsi più vedere. Alla fine Brooke e Bill si lasciano prendere dai loro sentimenti, iniziano una relazione e vanno a vivere insieme. Poco tempo dopo, Bill chiede a Brooke di sposarlo e lei accetta. Quando i due fidanzati vanno ad Aspen per fare un'arrampicata insieme, Bill rischia di morire e ciò porta l'uomo a rivalutare le sue decisioni. Infatti Bill lascia Brooke perché decide di tornare con Katie. Brooke è distrutta, ma Bill le rivela che il suo è solo un piano per riottenere l'affidamento di Will e la sua azienda. Brooke, infuriata, racconta tutto a Katie e decide di non tornare con Bill, volendo riappacificarsi con la sorella. Volendo dimostrare fedeltà a Katie, Brooke sostituisce i documenti firmati dalla sorella, in cui lasciava nelle mani di Bill la Spencer Publications, con della carta straccia. Dopodiché Brooke chiede più volte perdono alla sorella, garantendole che non tradirà mai più la sua fiducia. Katie, nonostante abbia ancora delle riserve, inizia a percorrere la strada del perdono. La consueta cena del Ringraziamento, inoltre, fa sì che le due capiscano quanto l'una è importante per l'altra.

### Il matrimonio mancato con Ridge
Brooke cerca di andare avanti con la sua vita, cercando di farsi perdonare da Katie e di ricostruire la sua immagine, ma Bill continua invano a corteggiarla. La vita della Logan viene nuovamente scombussolata dal ritorno inaspettato di Ridge. Brooke è felice di rivederlo e lui ammette di essere tornato perché vuole ricostruire la loro famiglia insieme. Entrambi si amano ancora, ma Brooke gli confessa della relazione avuta con Bill e così Ridge si allontana da lei, sconvolto per come Brooke e Bill abbiano tradito Katie. Brooke però è determinata a riconquistare l'amore della sua vita, ma viene ostacolata da Bill che ritiene essere lui l'uomo giusto per lei. Brooke respinge Bill perché rivuole Ridge che, nel frattempo, si avvicina a Katie. Ridge si trova combattuto tra l'amore per Brooke e i nuovi sentimenti per Katie, ma quest'ultima gli dice di non voler fare ciò che Brooke ha fatto a lei e lo sprona a tornare con la sorella. Ridge quindi chiede a Brooke di sposarlo e lei, ignara di tutto, accetta. Tuttavia, le loro nozze vengono interrotte da Katie, la quale, innamorata di Ridge, finge di avere un infarto. Non appena viene condotta in ospedale, Katie e Ridge hanno un confronto, nel quale si confessano il loro amore reciproco. Katie e Ridge rivelano così la verità a Brooke, la quale, pur non accettando la relazione, decide di andare avanti.

### Il matrimonio mancato con Bill
Dopo la rottura con Ridge, Brooke e Bill si riavvicinano e riprendono la loro relazione. Brooke aiuta l'uomo a riavere la Spencer Publications consegnandogli i documenti firmati da Katie, in cui la donna lasciava l'azienda nelle mani di Bill e la custodia condivisa di Will. In seguito, Brooke e Bill decidono di convolare a nozze negli Emirati Arabi, ma la cerimonia viene interrotta da Ridge, che non accetta la loro relazione e ha scoperto che Bill, tempo prima, aveva avuto un momento di passione con Quinn. Brooke viene così trascinata su un elicottero da Ridge, il quale però cade nel Golfo Persico su ordine di Bill (il pilota era Justin). Ridge viene dato per disperso e Brooke, Bill, Katie, Thorne ed Eric lo cercano. Una volta trovato, si scopre che Ridge ha avuto un'amnesia e non ricorda nulla dell'incidente. Passata la tragedia, Brooke accetta di sposare Bill a Catalina, ma il giorno delle nozze Ridge, con l'aiuto di Katie, recupera la memoria sull'incidente e così Bill ammette la sua colpevolezza. Sconvolta, Brooke lascia Bill e, nel frattempo, viene corteggiata da Deacon, tornato in città per riconquistarla. Brooke si ritrova contesa tra Bill e Deacon e alla fine acconsente nuovamente a sposare Bill. Deacon però scopre che a causa dell'incidente che Bill ha provocato a Ridge, quest'ultimo non riesce più a disegnare e così lo rivela a Brooke, la quale rompe nuovamente il fidanzamento con Bill, ma quest'ultimo non demorde. Dopo l'ennesima proposta di matrimonio di Bill, Brooke gli confessa di amarlo ma di non poterlo sposare perché si sentirebbe per sempre in colpa verso Katie e pone fine alla loro storia, trasferendosi temporaneamente in Italia per risolvere dei problemi finanziari della Forrester International di Milano.

### La solitudine e il problema con l'alcol
Brooke torna a Los Angeles a gennaio 2015 e scopre che Caroline ha tradito Rick con Ridge, che Eric ha nominato Rick Amministratore Delegato della Forrester Creations e che ha concesso a Rick e Maya, che sono tornati insieme, di vivere a Villa Forrester. Brooke decide di tornare a lavorare alla Forrester Creations e di difendere Rick da ogni attacco di Ridge. Ben presto Brooke decide di farla pagare a Caroline per aver tradito Rick e la avverte che Ridge sta passando solo una crisi di mezza età e che sarebbe in grado di riprenderselo solo con uno schiocco di dita. Brooke pertanto tenta di riconquistare Ridge, ma sottovaluta la realtà dei sentimenti di Ridge per Caroline, il quale la respinge considerando la loro storia ormai archiviata. Brooke, sconvolta, riceve anche la visita di Bill il quale le comunica che ben presto lui e Katie si risposeranno, venendo abbandonata così anche da quest'ultimo. E così Brooke inizia a sentirsi sola e ad affogare i propri dispiaceri nell'alcool. Il giorno del matrimonio di Bill e Katie, Brooke fa scorta di alcolici, ritrovandosi dunque ubriaca al momento della funzione e facendo preoccupare tutti i presenti che si accorgono del suo problema, vedendola triste e sola. Dopo la partenza di Bill e Katie per la luna di miele, Brooke si ritrova a parlare con Eric del successo di Rick come Amministratore Delegato della Forrester Creations e, dopo averlo invitato ad una cena romantica con lei al Giardino ed aver ricevuto un no come risposta, Brooke si ritrova a bere e ad ubriacarsi al ristorante, venendo poi portata a casa da Deacon. Brooke tenta di sedurlo e con lui scambierà un bacio. Deacon, tornato da Quinn, visibilmente scosso dal bacio scambiato con la Logan, viene messo sotto torchio da Quinn, la quale si reca da Brooke, trovandola ubriaca. Dopo averla minacciata, le intima di stare lontana da Deacon schiaffeggiandola e facendola cadere a terra, salvo poi chiederle scusa. Brooke, furiosa, caccerà la rivale dicendole di non farsi più vedere. Deacon verrà poi messo alle strette anche da Wyatt, il quale non accetta che possa prendere in giro sua madre Quinn: Deacon, per tutta risposta, chiederà a Quinn di sposarlo, la quale accetterà con molta gioia. Wyatt alla fine sostiene i due. Durante le nozze, Brooke arriva con un tablet dove troviamo una Hope che supplica il padre di non sposare quella donna, ma lui rifiuta e sposa Quinn e Brooke se ne va con l'amaro in bocca, perdendo Deacon e la sua battaglia con Quinn.

### Il matrimonio con Bill
Le vicende della vita di Brooke vengono messe in secondo piano per tutto il resto del 2015. 
Brooke si ritrova a passare il Natale da sola poiché né Hope né Bridget erano riuscite a venire. Eric, scoperto ciò, la invita a trascorrere il Natale a Villa Forrester.
Notando la solitudine della sorella, Katie le offre un lavoro alla Spencer Publications con lei e Bill, ma Brooke è titubante e all'inizio rifiuta. Katie e Bill non ne capiscono il motivo finché Brooke confessa a Bill di essersi isolata nell'ultimo anno a causa dei sentimenti mai svaniti per lui e lo bacia con passione. Alla fine però, Brooke accetta la proposta su insistenza di Katie e lei e Bill promettono che non oltrepasseranno il limite di nuovo. Brooke inizia così a lavorare alla Spencer, ma la sua nuova carriera dura poco perché Katie scopre che Brooke è ancora innamorata di Bill e così la licenzia in tronco e la ripudia di nuovo dalla sua vita. Il rapporto tra le due sorelle inizia a incrinarsi nuovamente tanto che Katie schiaffeggia Brooke e la accusa di essere malata. Preoccupata per il suo matrimonio a causa di Brooke, Katie comincia ad avere problemi legati allo stress e inizia a bere. Brooke fa svariati tentativi per recuperare il rapporto con Katie e, quando sembra quasi esserci riuscita, quest'ultima trova un album fotografico di Brooke e Bill e in seguito li scopre mentre si stanno incontrando in casa sua di nascosto (in realtà stanno discutendo di come risolvere il problema dell'alcol di Katie). Quest'ultimi giurano a Katie la loro lealtà, ma la donna sembra essere sempre più vicina a ricadere nella depressione. Successivamente, Brooke trova in casa di Katie una bottiglia di vodka vuota e lo rivela a Bill, convinto che la moglie avesse smesso veramente di bere, e insieme affrontano Katie, ma ogni tentativo di farla ragionare sembra inutile e la donna accusa nuovamente Brooke e Bill di avere una relazione. Spazientito per le crisi nervose della moglie, Bill si rende conto di amare veramente Brooke e glielo rivela: anche se lo Spencer ha cercato di riunire la famiglia, per lui la situazione con Katie è diventata insostenibile. Brooke cerca di porre un freno ai sentimenti di Bill, ma lui gli propone di diventare la sua amante: così, trasforma la palestra dietro il suo ufficio in un'alcova segreta per incontrarsi con Brooke, che accetta, non riuscendo a frenare i suoi sentimenti. Tuttavia, Katie continua a soffrire poiché teme che Bill la tradisca con Brooke, la quale per questo motivo decide di interrompere la sua relazione con Bill. Mentre Brooke comunicava a Bill la sua scelta però Liam stava origliando tutto. Quest'ultimo consiglia a Brooke di rivelare tutta la verità a Katie per far finire una volta per tutte le sue parole rivelatesi fondate. Brooke così rivela alla sorella la relazione tra lei e Bill. Katie decide di non voler aver più niente a che fare con entrambi ma dopo che Bill ha sottratto la custodia del piccolo Will a Katie, Brooke si impegna nel far riottenere alla sorella la custodia del bambino.
Dopo esserci riuscita il rapporto tra Brooke e Katie inizia a migliorare e le donne si ritrovano alleate con Ridge e Liam contro la folle Quinn Fuller che ha recentemente sposato Eric. 
In quel periodo Brooke riceve una proposito di matrimonio da Bill e la donna accetta.
Durante la celebrazione del matrimonio però si presenta Ridge e le nozze vengono rimandate.
Nel periodo successivo Brooke torna in sintonia netta con Ridge e i due alla fine, spinti da RJ, decidono di sposarsi.
La situazione però viene ribaltata dall'improvviso avvicinamento di Ridge alla matrigna Quinn: cercando infatti di cacciare la donna dalla vita del padre, Ridge finisce ben presto per cambiare idea e inizia a condividere pericolosi baci con Quinn.
Quando le famiglie Forrester, Spencer e Spectra si recano in Australia per il matrimonio tra Liam e Steffy, Brooke vede quello che Ridge e Quinn considerano l'ultimo bacio. La donna però non perdona il futuro sposo e decide di troncare il fidanzamento non rivelando però a Eric quel che c'è stato tra Ridge e Quinn. Tornata a Los Angeles, Brooke decide di tornare con Bill e i due convolano finalmente a nozze, ma pochi mesi dopo la donna divorzia dal marito perché scopre che è Bill l'artefice sia dell'incendio che dell'esplosione che ha distrutto la Spectra Fashions.

### L'ottavo matrimonio con Ridge
Nei successivi mesi, Brooke viene confortata da Ridge e i due tornano insieme. Brooke accelera le pratiche di divorzio da Bill e così convola nuovamente a nozze con Ridge.
I problemi legati al triangolo amoroso tra Steffy, Liam e Hope non rimangono indifferenti ai due coniugi: Brooke supporta sua figlia, sperando che possa ricostruire con Liam ciò che avevano lasciato in sospeso anni prima; mentre Ridge tenta di convincere lo Spencer a tornare da Steffy, dal momento che aspetta la loro bambina.
Il Forrester e la Logan, pur non desistendo dal supportare le rispettive figlie, decidono di fare un passo indietro promettendosi di non compromettere il loro rapporto.
Tuttavia nel marzo 2019 Brooke, tornata da Parigi, assiste a un bacio tra il marito e la sua storica ex Taylor Hayes, la quale confessa allo stilista di non aver mai smesso di amarlo. Seppur Ridge abbia respinto la donna, riconoscendo tale effusione alla tensione per la recente morte di Caroline, Brooke non risparmierà prediche all'eterna rivale che sfoceranno anche in scontri fisici.
I problemi coniugali per Ridge e Brooke arrivano quando Thomas comincia a nutrire una vera e propria ossessione per Hope, se Brooke sarà assolutamente contraria a questa unione, Ridge, inizialmente scettico finirà per supportare il figlio, creando così delle tensioni con la moglie. Thomas si avvicinerà sempre di più alla figlia di Deacon usando anche suo figlio Douglas che ha da poco perso la madre Caroline, per intenerirla. Con una serie di trucchetti poco leciti il Forrester Jr. finirà non solo per convincere Hope che divorziare da Liam sia la decisione migliore per tutti, affinché così sia Douglas sia Kelly e Phoebe abbiano una vita migliore ma riuscirà anche a sposarla, nonostante Brooke e Liam abbiano fatto di tutto per farla desistere, a differenza di Ridge che si rivela l'unico a tifare per questa coppia. Il matrimonio però avrà vita breve perché quando Hope scopre il segreto sullo scambio di culle e che Thomas ne era al corrente chiederà immediatamente l'annullamento; ma il Forrester Jr. non volendo chiudere il suo matrimonio decide di affrontare la ragazza a casa di Steffy dove la situazione degenera, infatti Hope cerca di scappare ma Thomas la insegue e la blocca per scusarsi con lei, in quel momento però arriva Brooke per dividerli e che fraintendendo la situazione spinge il figliastro facendolo cadere dalla scogliera sotto gli occhi esterrefatti di Ridge. Questa situazione crea dei forti attriti tra quest'ultimo e la moglie poiché il Forrester crede che Brooke abbia spinto intenzionalmente suo figlio, ma la donna si difende dicendo che è stato un incidente e che se Thomas non avesse mantenuto il segreto sullo scambio di culle non sarebbe successo nulla. Una volta risvegliatosi dal coma il ragazzo decide di non denunciare la matrigna per far colpo su Hope e quando Ridge chiederà alla moglie di ringraziare il figlio per non averla fatta finire in prigione, Brooke sarà categoricamente contraria e anzi rivela al marito che secondo lei Thomas voglia ancora manipolare sua figlia ed è proprio per questo che non ha sporto denuncia. Oltre ai problemi coniugali con Ridge a causa di Thomas, che termineranno con la separazione, Brooke deve fare i conti anche con Shauna notevolmente avvicinatasi a suo marito dopo che lui ha accordato il rilascio di Flo e ai problemi di salute della sorella Katie che è collassata a causa dei farmaci antirigetto per il cuore che gli hanno danneggiato i reni, necessitando così di un trapianto immediato a cui né lei né la sorella Donna risulteranno compatibili. Dopo che Flo salva la vita di Katie, Brooke e Hope non perdoneranno la parente a differenza degli altri ma anzi Brooke intimerà a Shauna che sia lei che sua figlia devono stare lontano da loro. Dopodiché la Logan Sr. commette un altro errore che incrina ancora di più il suo matrimonio con Ridge: togliere la custodia di Douglas a Thomas per affidarlo a Hope e Liam.

### Gli scontri con Shauna Fulton e Quinn Forrester
Brooke sfoga tutta la sua rabbia verso Quinn a Villa Forrester nel momento in cui scopre che la moglie di Eric sta pensando ad un piano per far mettere insieme Ridge e Shauna, approfittando del momento difficile che la Logan e il Forrester stanno attraversando. Brooke affronta minuti dopo anche Shauna ed è scontro tra la Logan e le due arriviste: Brooke schiaffeggia Shauna e Quinn dichiara guerra alla Logan. 
In un momento di tenerezza, Bill bacia Brooke e il momento viene ripreso da Shauna, che lo mostra immediatamente a Quinn. Durante una festa organizzata da Brooke a casa sua, Ridge scopre tutto sul tradimento della moglie, grazie al piano della diabolica Quinn: quest’ultima aveva, infatti, caricato il video su un tablet in cui Brooke aveva caricato delle foto ricordo esposto in salone. Ridge lascia Brooke e corre a Las Vegas, dove, ubriaco, viene manipolato da Shauna che, su consiglio di Quinn, lo porta davanti a un prete e i due convolano a nozze. Sempre su consiglio di Quinn, Shauna lavora sul telefono di Ridge, mandando un messaggio all’avvocato Carter fingendosi il Forrester e dicendogli di depositare i documenti del divorzio da Brooke. Così, Ridge si ritrova sposato con Shauna e separato definitivamente da Brooke. Quinn e Shauna, però, vengono scoperte da Katie e la verità viene a galla. Presto, Brooke e Ridge tornano insieme e scoprono che la finta deposizione dei documenti del divorzio effettuata da Carter su ordine di Shauna non ha alcun valore.

### Il nuovo ritorno di Deacon, Sheila e Taylor e l’ennesima crisi con Ridge
Qualche tempo dopo tornano in città sia Deacon Sharpe, uscito di prigione in regime di libertà vigilata, che Taylor, rientrata dopo circa due anni di assenza per stare vicino a Steffy. La giovane si è infatti sposata di recente con John Finnegan, il quale si è rivelato essere figlio biologico della terribile Sheila Carter. La dark lady, anch’essa recentemente tornata a Los Angeles, è intenzionata a costruire un rapporto con questo figlio ma, comprensibilmente, ha tutti i Forrester e i Logan contro. Brooke in particolare le intima di stare lontana dai suoi cari, memore di tutto il male che negli anni quella donna è riuscita a compiere. Ridge è furioso sia per il ritorno di Deacon che per il ritorno di Sheila. Al primo in particolare intima perentoriamente di stare lontano da Brooke, ma la donna decide invece di riaccoglierlo in casa per dare un’opportunità a lui ed Hope di ricostruire un rapporto padre-figlia, rassicurando Ridge che non permetterà a Deacon di interferire nel loro matrimonio. Ridge è molto deluso da questa scelta. Sheila invece decide di farla pagare a Brooke per averle detto di non farsi più vedere, e mette in atto un nuovo infame piano: Brooke ha ordinato una bottiglia di spumante analcolico per l’imminente festa di Capodanno e Sheila, intercettato l’ordine, sostituisce con destrezza le etichette e scambia le bottiglie di Brooke con dello spumante vero, nell’intento di far ubriacare Brooke inconsapevolmente, memore della sua passata dipendenza dall’alcool. Per un impegno urgente di lavoro Ridge è costretto a passare l’ultimo dell’anno fuori città con la delusione di Brooke, la quale tuttavia festeggia in casa con Hope, Liam, Beth, Douglas e Deacon. Il piano di Sheila funziona: Brooke finisce per alcolizzarsi e, dopo lo spumante, si dà alla Vodka insieme a Deacon. I due, pesantemente ubriachi, scambiano un bacio e vengono visti dal piccolo Douglas. Ridge il giorno seguente torna in città e Brooke, terribilmente in colpa sia per essere ricaduta nell’alcool e sia per aver baciato Deacon, rivela subito a Ridge soltanto la prima delle due colpe. Sarà invece Douglas, spinto da Thomas e Steffy che gli tirano fuori tutta la verità, a rivelare il bacio tra la nonna acquisita e Deacon. Brooke, resasi conto che il bambino potrebbe parlare, decide allora di dire tutto a Ridge, il quale è profondamente deluso e mette in pausa il loro matrimonio, lasciando il tetto coniugale e trasferendosi nella depandance di Steffy, a stretto contatto con la sua storica ex Taylor, che continua ad essere innamorata di Ridge; tra i due, tuttavia, il rapporto non oltrepassa mai il confine di una tenera amicizia. Brooke intanto, incapace di comprendere cosa l’abbia spinta a ricadere nell’alcool, senza il quale non avrebbe mai tradito suo marito, inizia a frequentare gli incontri degli alcolisti anonimi e continua a sperare che Ridge torni da lei. Solo dopo parecchi mesi verrà a galla l’intera verità, ossia che la colpa dell’ubriacatura di Brooke era tutta di Sheila. Ridge allora corre a dirlo a Brooke dandole un grosso sollievo, ma per il momento decide ancora di non tornare a casa da lei, e si trasferisce da Eric per decidere cosa fare della sua vita sentimentale, in quanto si trova ancora una volta, dopo trent’anni, indeciso tra Brooke e Taylor. Pochi giorni dopo Brooke scivola in casa e si frattura una caviglia, e con questo pretesto Ridge sembra tornare definitivamente da lei, anche se in realtà una decisione sentimentale chiara non l’ha veramente presa. Infatti, meno di un mese dopo, trovandosi a Montecarlo con Taylor per stare vicino a Steffy che è distrutta perché crede di aver perso l’amato Finn (in realtà vivo ma prigioniero di Sheila), si lascia trasportare dal luogo e bacia appassionatamente Taylor, la quale si illude di avere una nuova opportunità con lui. Ridge però dopo il viaggio torna a casa da Brooke e le confessa tutto, e la moglie, pur ferita, lo perdona all’istante e lo riaccoglie a braccia aperte, consapevole di tutte le volte che Ridge le ha perdonato i suoi vari tradimenti.

### L’allontanamento da Ridge e l’inaspettata amicizia con Taylor
Ridge e Brooke, pur tornati insieme, non riescono a trovare pace a causa della complessa situazione dei loro figli. Steffy e Thomas continuano imperterriti a spingere i loro genitori a tornare insieme, e inoltre Thomas inizia a rivendicare di voler vivere con suo figlio Douglas, togliendolo a Hope e Liam. Hope, pur non volendosi separare dal figlio adottivo, sembra comprendere la posizione di Thomas, il quale le garantisce che lei potrà continuare a vederlo quando vorrà, e non le nasconde ovviamente di provare sempre dei forti sentimenti per lei. Ridge, Steffy e Taylor sostengono Thomas, mentre Brooke e Liam si oppongono fermamente, giudicando Thomas sempre mentalmente instabile e manipolatore. Hope, nonostante la forte contrarietà sia di sua madre che di suo marito, decide di lasciare che Thomas e Douglas vivano per un po’ insieme a casa di Eric, ma questo tempo si protrae più del previsto, con una sostanziale tolleranza da parte di Hope, che giudica come esagerate le preoccupazioni di Brooke e Liam. Secondo questi ultimi infatti, l’obiettivo finale di Thomas rimane sempre quello di conquistare Hope. Nel frattempo, Steffy inizia ad organizzare delle feste di famiglia sempre più frequenti a casa del nonno Eric, invitando tutti tranne Brooke e Liam, con l’intento precipuo di favorire un ritorno di fiamma tra Ridge e Taylor. In questa situazione Brooke si trova quindi sempre più unita a Liam, dal momento che entrambi percepiscono che i rispettivi matrimoni (quello di lei con Ridge e quello di lui con Hope) sono velatamente sotto attacco. La tensione continua ad aumentare e un giorno Brooke si presenta a casa di Eric per parlare apertamente con Thomas, ma il giovane Forrester le sfoga addosso tutta la sua rabbia e, mentre la attacca verbalmente, tiene saldamente in mano il coltello col quale poco prima aveva tagliato una mela. Brooke, fortemente impaurita da quel coltello maneggiato da Thomas, ritiene che Douglas possa essere in pericolo e inizia a meditare, come extrema ratio, di allertare i servizi sociali.  
Ridge ritiene infondate le preoccupazioni di Brooke e le intima di desistere da quel proposito. Il giorno dopo, però, i servizi sociali si presentano realmente a Villa Forrester per un’ispezione. Essendo uno degli assistenti sociali un vecchio collaboratore della Forrester Creations, Ridge gli chiede il favore di mostrargli il nome del segnalante e, con sgomento, apprende che questi risulta essere proprio Brooke. In verità, quanto accaduto è solo frutto dell’ennesima, subdola, manipolazione di Thomas, il quale si è autodenunciato ai servizi sociali spacciandosi per Brooke e alterando la voce per farla sembrare quella della matrigna, il tutto tramite un’applicazione sul cellulare di Douglas che modifica perfettamente le voci delle persone. Ridge infuriato si reca dalla moglie e la invita a confessare il suo presunto “tradimento” ma Brooke, essendo innocente, non sa che dire e afferma di non sapere nulla di ciò che Ridge dice. Intanto Taylor si reca qualche giorno in vacanza ad Aspen per cercare di non pensare a Ridge, il quale tuttavia la spiazza raggiungendola lì e dicendole che ha capito di amare lei e che ha chiuso con Brooke. Quest’ultima, non capendo perché Ridge si sia precipitato così da Taylor ad Aspen prendendo il jet privato di famiglia, decide di partire anche lei per Aspen, ma al suo arrivo ha una sorpresa molto amara: Ridge, dopo averle detto che la amerà per sempre, le comunica che vuole lasciarla chiedendole addirittura l’annullamento del matrimonio. Tornati tutti a Los Angeles, Ridge ufficializza la sua decisione portando a Brooke i documenti per l’annullamento e lei, dopo aver supplicato invano, a oltranza, il marito di rivelarle almeno il motivo del suo improvviso allontanamento e di spiegarle qual è il problema, decide in lacrime di lasciarlo libero e firmare i documenti. In preda alla disperazione, poco dopo Brooke vuole riprendere la bottiglia di Vodka, ma proprio in quel momento arriva in visita Liam, che la ferma: Brooke ringrazia il genero per il costante supporto morale e lui le promette di non dir nulla a nessuno di questa sventata ricaduta nell’alcool.  
Ridge e Taylor non perdono tempo ad organizzare il loro matrimonio a villa Forrester, ma il giorno prima delle nozze il piccolo Douglas, giocando col telefonino, capisce il perverso inganno orchestrato da suo padre Thomas il quale, ancora una volta, incita il bambino a star zitto e dunque a mentire. Il giorno del matrimonio Douglas è l’unico a non essere contento e sua zia Steffy, notando il suo malessere, lo invita a confidarsi con lei. Il bambino rivela tutto a Steffy, che ha un duro confronto con Thomas; Taylor, mentre si prepara per la cerimonia, sente tutta la discussione dei due figli e dunque, con grande rammarico, scopre il reale motivo per cui Ridge è tornato da lei, ma decide di non dirgli nulla se non dopo la cerimonia, confidando nel fatto che lui voglia stare con lei a prescindere da cosa abbia fatto o non fatto Brooke. Sarà invece Steffy, disgustata dal comportamento del fratello, ad interrompere il matrimonio dei genitori, nonostante lo avesse tanto voluto, per dir loro la verità, confidando comunque nell’autenticità dei sentimenti tra Ridge e Taylor. Ridge però, dopo aver appreso la verità e manifestato la sua enorme riprovazione a Thomas, non ha più alcuna intenzione di sposare Taylor e corre da Brooke a rivelarle tutto. Brooke biasima Ridge e gli dice che se lui fosse stato trasparente e le avesse detto sin da subito il motivo per cui voleva lasciarla, l’inganno di Thomas sarebbe stato sgamato ben presto e nessuno avrebbe sofferto. Ridge continua ad essere confuso ed incapace di prendere una decisione netta nella sua vita, così Brooke lo spinge a farsi un viaggio e schiarirsi le idee, perché lei non è più disposta ad aspettarlo in eterno e a stare ai suoi capricci. Mentre Ridge è fuori città, Brooke e Taylor hanno modo di confrontarsi in più occasioni, ed entrambe realizzano di essere vittime allo stesso modo sia degli inganni di Thomas e sia, soprattutto, dell’inettitudine dell’uomo del quale sono innamorate da una vita. Brooke e Taylor a poco a poco riescono a mettere da parte le loro divergenze e scelgono di smetterla di continuare a farsi la guerra tra loro e di provare a costruire un rapporto civile, anche nell’interesse di figli e nipoti. Quando Ridge torna a Los Angeles nel suo ufficio, si trova davanti le due donne principali della sua vita che, per la prima volta alleate, gli rivelano insieme che questa volta non aspetteranno una sua decisione perché sono loro ad averla già presa: sia Brooke che Taylor, infatti, rivelano a Ridge che non hanno più intenzione di stare con lui. Il giorno stesso le due ormai ex-rivali si recano a casa di Brooke e festeggiano la loro scelta con una torta e un brindisi, promettendo di essere amiche l’una verso l’altra. Passano i mesi e il rapporto tra le due donne si stringe sempre di più, al punto da diventare ottime amiche. 

### La fine dell’amicizia con Taylor e il ritorno con Ridge
L’amicizia tra Brooke e Taylor, nonostante il forte affiatamento tra le due donne e l’apparente solidità del loro rapporto interpersonale, inizia pian piano a scricchiolare. Dopo essere stato allontanato dalla Forrester Creations per via dei suoi pessimi comportamenti, Thomas viene poi riammesso poiché negli ultimi mesi, grazie alla terapia psichiatrica, il ragazzo è riuscito a fare ammenda e sembra essere realmente cambiato e maturato. Se Taylor crede fermamente nell’avvenuto cambiamento di suo figlio e ne è entusiasta, Brooke si mostra alquanto scettica, visti i loschi precedenti del giovane. Thomas però stavolta si è realmente ingentilito e responsabilizzato, e questo suo drastico cambiamento inizia a far breccia nel cuore di Hope, la quale tenta disperatamente e maldestramente di reprimere questi suoi nuovi e insospettabili sentimenti, volendo conservare la sua fedeltà al marito Liam. Ma Brooke si accorge di tutto, tuttavia quando Taylor le chiede come mai lei continui ad opporsi al reintegro di Thomas in azienda, Brooke le dice di temere che lui sia sempre ossessionato da Hope (quando in verità è proprio la ragazza, adesso, a stuzzicarlo e non viceversa). Intanto Taylor, con insistenza sempre maggiore, cerca di convincere Deacon a tentare un nuovo approccio con Brooke, visto che lei adesso è libera da Ridge. Brooke però intuisce che dietro le avances di Deacon c’è lo zampino di Taylor, che sembra aver studiato tale mossa per mettere Brooke fuori dai giochi e avere campo libero con Ridge. Taylor alla fine getta la maschera e, nell’ufficio di Ridge, gli rivela di non aver mai smesso di amarlo e gli dice che Brooke è inaffidabile. Brooke sente tutto e le due donne arrivano ad un duro confronto, che fa parzialmente risorgere i vecchi, e recentemente sopiti, rancori. Pur dispiaciute della rottura della loro amicizia, Brooke e Taylor giungono alla conclusione che il loro rapporto sia irrecuperabile e così rompono il loro patto con cui si erano impegnate a stare lontane da Ridge. Continuando ad accusarsi vicendevolmente, le due donne chiudono così la loro amicizia. Infine, grazie ad un importante viaggio di lavoro a Roma, Ridge e Brooke si dichiarano il loro grande amore per l’ennesima volta e, superando la paura di farsi nuovamente del male a vicenda, decidono di tornare insieme. 